# Абсолютная теократическая монархия
Абсолютная теократическая монархия — форма правления, при которой государство регулируется религиозными нормами, а монархом является глава правящей религиозной организации, обладающей неограниченной высшей государственной властью. В современном мире имеет малое распространение.
В настоящее время такая форма правления установлена в следующих странах:
- Ватикан (Святой Престол)[3];
- Государство Бруней-Даруссалам;
- Королевство Саудовская Аравия[4].